# 山口温泉
山口温泉（やまぐちおんせん）は、山梨県甲斐市篠原にある温泉、日帰り入浴施設の名称。
受付にタトゥー不可の明確な表記あり。
ルールを無視し入浴した人が誤った情報を流しているが、タトゥー不可。

## 泉質
- ナトリウム-炭酸水素塩・塩化物泉
  - 源泉温度：約42度
  - 湧出量 : 毎分686リットル
  - 湯は淡い黄緑色
  - 肌に細かい気泡がつく

## 温泉街
日帰り入浴施設の山口温泉が存在する。施設では、源泉掛け流し、加温・加水なしで温泉が提供されている。

## 歴史
1987年にボーリングを実施して源泉を開発した。
1988年に施設が設けられ、営業が始まった。なお、山口温泉という名称は、温泉開発者の苗字に因んでいる。

## アクセス
- 中央自動車道 甲府昭和ICより約10分

座標: 北緯35度39分13.5秒 東経138度31分36秒 / 北緯35.653750度 東経138.52667度